# Esperanto sen fleksio
Esperanto sen fleksio ou Esperanto sem flexão (abreviado como EsF, pronunciado como "esfo") é uma língua artificial criada por Richard Harrison, que criou outra língua chamada Vorlino também. O EsF é um esperantido influenciado pelo latino sine flexione. Richard removeu algumas "flexões" do esperanto, com o objetivo de facilitar a língua, como por exemplo o acusativo, o plural, o artigo, etc. EsF é considerado mais fácil para os asiáticos e é mais como um dialeto do esperanto, não um "novo esperanto", como o Ido. O acusativo, -n, foi excluído e trocado pela preposição "na", se necessário. As letras maiúsculas foram substituídas pelo sistema h e a letra ŭ substituída por w.
De acordo com Richard Harrison: "O EsF elimina muitas das inflexões gramaticais desnecessárias que causam problemas para pessoas cujas línguas nativas (por exemplo, chinês, indonésio, inglês) têm gramáticas mais simples do que o esperanto tradicional. A EsF também incorpora a única proposta de reforma ortográfica que parece ter o maior apoio, substituindo u-breve por w. Além dessa mudança de ortografia, EsF não faz alterações no vocabulário; portanto, os milhares de dicionários de esperanto existentes continuarão sendo úteis." Richard ainda acrescenta melhorias em que esteve pensando para adicionar no EsF.

## Princípios
Aqui estão os 4 princípios do EsF:
1. Perda do plural (o sufixo -j), exceto no novo artigo definido plural laj (abreviação de la jo) e possivelmente em uma preposição acusativa plural naj; número singular é marcado por unu ou la, plural pelas novas palavras jo e laj (la jo) (e talvez naj);
2. Substituição do caso acusativo (o sufixo -n) pela ordem de palavras sujeito-verbo-objeto ou por uma nova preposição na para outras ordens de palavras;
3. Perda do tempo verbal: passado, presente e futuro são todos incluídos na desinência infinitiva -i, embora o imperativo, condicional e um único particípio ativo e passivo (-anta e -ita) permaneçam;
4. Mudança de cópula mais adjetivo para verbo, por exemplo boni em vez de esti bona.

Embora não use os sufixos -is, -as, -os, -inta, -onta, -ata, -ota, porque o contexto e os advérbios indicam o tempo, EsF usa as seguintes terminações verbais: -i (indicativo), - u (imperativo), -us (condicional), -anta (ativo), -ita (passivo).

## Exemplo de texto
Pai Nosso em EsF:
Patro nia, kiu esti en chielo,
sankta estu via nomo;
venu regno via;
estu farita volo via,
kiel en chielo tiel ankaw sur tero.
Na pano nia chiutaga donu al ni hodiaw,
kaj pardonu al ni shuldo nia,
kiel ni ankaw pardoni na nia shuldanto,
kaj ne konduki ni en tento,
sed liberigu ni de malbono.